# Гредінарі (Олт)
Гредінарі (рум. Grădinari) — село у повіті Олт в Румунії. Входить до складу комуни Гредінарі.
Село розташоване на відстані 145 км на захід від Бухареста, 17 км на північний захід від Слатіни, 45 км на північний схід від Крайови.

## Населення
За даними перепису населення 2002 року у селі проживали 458 осіб, усі — румуни. Усі жителі села рідною мовою назвали румунську.